# Увинский район
Увинский район (удм. Ува ёрос) — административно-территориальная единица и муниципальное образование (муниципальный округ, в 2005—2021 гг. — муниципальный район) в Удмуртской Республике Российской Федерации.
Административный центр — посёлок Ува.

## Географическое положение
Район расположен в центральной части республики и граничит с Вавожским, Сюмсинским, Селтинским, Якшур-Бодьинским, Завьяловским, Малопургинским и Можгинским районами. Северная часть района расположена в Центрально-Удмуртской низменности, а южная — на Можгинской возвышенности. По территории района протекает множество рек, самые крупные — Ува и Нылга.
Площадь района — 2445,37 км². Лесистость района 57,7 %, при средней по Удмуртии — 46,8 %.

## История
Район образован постановлением президиума областного исполнительного комитета от 8 января 1935 года, в результате разукрупнения Селтинского и Вавожского районов. 10 июля 1935 года райцентру был присвоен статус посёлка городского типа. В 1962 году район был разделён на Увинский промышленный и Увинский сельский районы, и в период с 1963 по 1965 годы в состав Увинского сельского района входили части временно упразднённых Селтинского и Вавожского районов. В 1965 году Увинский сельский и промышленный районы снова объединены в один — Увинский район.
В рамках организации местного самоуправления с 2005 до 2021 гг. функционировал муниципальный район.  Законом Удмуртской Республики от 17 мая 2021 года муниципальный район и все входящие в его состав сельские поселения через объединение к 30 мая 2021 года преобразованы муниципальный округ Увинский район.

## Население
| 1959    | 1970    | 1979    | 1989    | 2002    | 2009    | 2010    | 2011    | 2012    |
| ------- | ------- | ------- | ------- | ------- | ------- | ------- | ------- | ------- |
| 27 425  | ↗42 571 | ↘37 923 | ↗40 876 | ↘40 738 | ↗40 882 | ↘39 671 | ↘39 654 | ↘39 343 |
| 2013    | 2014    | 2015    | 2016    | 2017    | 2018    | 2019    | 2020    | 2021    |
| ↘39 026 | ↘38 517 | ↘38 285 | ↘38 036 | ↗38 134 | ↗38 215 | ↘37 848 | ↗37 895 | ↘34 627 |

На 1 января 2013 года, из 90 населённых пунктов района 3 не имели постоянного населения.
В 2011 году рождаемость составила 18,2 ‰, смертность — 14,4 ‰, естественный прирост населения — 3,8 ‰, при среднем по Удмуртии — 1,0 ‰. За 2011 год население района сократилось за счёт миграционной убыли (разницы между числом выбывших и прибывших на территорию района), миграционная убыль населения составила 461 человек.

### Национальный состав
По результатам переписи 2020 года, среди населения района русские составляли 63,2%, удмурты — 34,2%, татары — 1,4 %. Увинский район один из 13 сельских районов республики, где русские составляют большинство.

## Административное деление
В Увинский район как административно-территориальную единицу входят 19 сельсоветов. Сельсоветы (сельские администрации) как правило одноимённы образованным в их границах сельским поселениям (помимо упомянутых, это также Областновский сельсовет и Узей-Туклинский сельсовет; при этом сельскому поселению Красносельскому соответствует Красный сельсовет).
В муниципальный район с 2005 до 2021 гг. входили 17 муниципальных образований со статусом сельских поселений.
| №  | Сельское поселение | Административный центр | Количество населённых пунктов | Население (чел.) | Площадь (км²) |
| -- | ------------------ | ---------------------- | ----------------------------- | ---------------- | ------------- |
| 1  | Булайское          | село Булай             | 6                             | ↘949             | 228,03        |
| 2  | Жужгесское         | деревня Большой Жужгес | 3                             | ↘533             | 128,43        |
| 3  | Каркалайское       | село Каркалай          | 3                             | ↘1817            | 30,97         |
| 4  | Красносельское     | село Красное           | 5                             | ↘718             | 91,70         |
| 5  | Кулябинское        | деревня Кулябино       | 3                             | ↘432             | 76,12         |
| 6  | Кыйлудское         | село Кыйлуд            | 5                             | ↘1039            | 185,44        |
| 7  | Мушковайское       | село Мушковай          | 5                             | ↘602             | 120,84        |
| 8  | Новомултанское     | село Новый Мултан      | 6                             | ↘941             | 178,65        |
| 9  | Нылгинское         | село Нылга             | 7                             | ↗2822            | 179,93        |
| 10 | Петропавловское    | деревня Петропавлово   | 6                             | →558             | 134,91        |
| 11 | Поршур-Туклинское  | деревня Поршур-Тукля   | 6                             | ↗1877            | 173,44        |
| 12 | Сям-Можгинское     | село Сям-Можга         | 4                             | ↘586             | 230,32        |
| 13 | Ува-Туклинское     | село Ува-Тукля         | 7                             | ↘1979            | 149,54        |
| 14 | Увинское           | посёлок Ува            | 4                             | ↘19 470          | 31,12         |
| 15 | Удугучинское       | село Удугучин          | 7                             | ↘1049            | 264,02        |
| 16 | Чеканское          | село Чекан             | 7                             | ↘438             | 95,11         |
| 17 | Чистостемское      | деревня Чистостем      | 5                             | ↘694             | 146,82        |

### Населённые пункты
В Увинский район входят 89 населённых пунктов.
| №  | Населённый пункт   | Тип     | Население | Сельское поселение |
| -- | ------------------ | ------- | --------- | ------------------ |
| 1  | Архипов Пруд       | деревня | ↗12       | Чеканское          |
| 2  | Багай              | деревня | ↗3        | Нылгинское         |
| 3  | Березовка          | деревня | ↗52       | Нылгинское         |
| 4  | Бинвирь            | деревня | →15       | Красносельское     |
| 5  | Большой Жужгес     | деревня | ↗447      | Жужгесское         |
| 6  | Большой Каркалай   | деревня | ↘251      | Каркалайское       |
| 7  | Большой Ошмесвай   | деревня | ↗5        | Чеканское          |
| 8  | Булай              | село    | ↘542      | Булайское          |
| 9  | Булгурт            | деревня | ↘6        | Петропавловское    |
| 10 | Вишур              | село    | ↗364      | Кыйлудское         |
| 11 | Возеншур           | деревня | ↘123      | Поршур-Туклинское  |
| 12 | Гай                | деревня | ↗16       | Кыйлудское         |
| 13 | Динтем-Вамья       | деревня | ↘15       | Мушковайское       |
| 14 | Ермаково           | деревня | →0        | Сям-Можгинское     |
| 15 | Зиновей            | деревня | ↘2        | Чеканское          |
| 16 | Итчи-Вамья         | деревня | ↗1        | Мушковайское       |
| 17 | Итчигурт           | деревня | ↘16       | Новомултанское     |
| 18 | Каркалай           | село    | ↗1731     | Каркалайское       |
| 19 | Квака              | деревня | →3        | Каркалайское       |
| 20 | Киби-Жикья         | село    | ↘402      | Чистостемское      |
| 21 | Кизварь            | починок | ↗131      | Петропавловское    |
| 22 | Ключевая           | деревня | ↘17       | Чистостемское      |
| 23 | Косоево            | деревня | ↗102      | Жужгесское         |
| 24 | Кочур              | деревня | ↗50       | Нылгинское         |
| 25 | Красное            | село    | ↘594      | Красносельское     |
| 26 | Кулябино           | деревня | ↗416      | Кулябинское        |
| 27 | Кунгур             | деревня | ↘45       | Удугучинское       |
| 28 | Кыйлуд             | село    | ↘609      | Кыйлудское         |
| 29 | Лесоучасток        | деревня | ↘5        | Чистостемское      |
| 30 | Липовка            | деревня | ↘14       | Ува-Туклинское     |
| 31 | Лоллез-Жикья       | деревня | ↗140      | Петропавловское    |
| 32 | Лучег              | деревня | →0        | Красносельское     |
| 33 | Малая Жикья        | деревня | ↗24       | Нылгинское         |
| 34 | Малые Сюрзи        | деревня | ↗129      | Удугучинское       |
| 35 | Малый Жужгес       | деревня | ↗52       | Жужгесское         |
| 36 | Мульшур            | деревня | →174      | Нылгинское         |
| 37 | Мушковай           | село    | ↗336      | Мушковайское       |
| 38 | Новая Вамья        | деревня | ↘165      | Булайское          |
| 39 | Новый Кыйлуд       | деревня | →65       | Кыйлудское         |
| 40 | Новый Мултан       | село    | ↗713      | Новомултанское     |
| 41 | Нылга              | село    | ↗2698     | Нылгинское         |
| 42 | Областная          | село    | ↘314      | Мушковайское       |
| 43 | Овражино           | деревня | ↗23       | Кулябинское        |
| 44 | Ольховка           | деревня | ↘117      | Ува-Туклинское     |
| 45 | Павлово            | деревня | ↘28       | Булайское          |
| 46 | Пали               | деревня | ↘12       | Удугучинское       |
| 47 | Пачегурт           | деревня | ↘283      | Новомултанское     |
| 48 | Пекшур             | деревня | ↘5        | Увинское           |
| 49 | Петропавлово       | деревня | ↘292      | Петропавловское    |
| 50 | Пислег             | деревня | →57       | Удугучинское       |
| 51 | Подмой             | село    | ↘368      | Увинское           |
| 52 | Помаскино          | деревня | ↗3        | Новомултанское     |
| 53 | Поршур-Тукля       | деревня | ↘900      | Поршур-Туклинское  |
| 54 | Пужмесь-Тукля      | деревня | ↘112      | Мушковайское       |
| 55 | Пунем              | деревня | ↗53       | Булайское          |
| 56 | Пуштовай           | деревня | ↘27       | Поршур-Туклинское  |
| 57 | Пытцам             | деревня | ↗42       | Новомултанское     |
| 58 | Родники            | деревня | ↘151      | Булайское          |
| 59 | Русский Лоллез     | деревня | ↗49       | Петропавловское    |
| 60 | Рябиновка          | деревня | ↘94       | Красносельское     |
| 61 | Рябово             | деревня | ↘136      | Ува-Туклинское     |
| 62 | Рябово             | село    | ↗880      | Ува-Туклинское     |
| 63 | Старая Тукля       | деревня | ↘56       | Поршур-Туклинское  |
| 64 | Старая Чунча       | деревня | ↘26       | Ува-Туклинское     |
| 65 | Старый Чумой       | деревня | ↘2        | Новомултанское     |
| 66 | Сухая Видзя        | деревня | ↘105      | Булайское          |
| 67 | Сырдяны            | деревня | ↘44       | Удугучинское       |
| 68 | Сюровай            | деревня | ↘231      | Сям-Можгинское     |
| 69 | Сям-Можга          | село    | ↘398      | Сям-Можгинское     |
| 70 | Сяртчигурт         | деревня | ↘224      | Кыйлудское         |
| 71 | Темкино            | выселок | ↗19       | Поршур-Туклинское  |
| 72 | Тимофеевское       | деревня | ↘11       | Кулябинское        |
| 73 | Тимошур-Чунча      | деревня | ↘55       | Ува-Туклинское     |
| 74 | Точкогурт          | деревня | ↗1        | Нылгинское         |
| 75 | Туймат             | деревня | ↗1        | Удугучинское       |
| 76 | Турынгурт          | деревня | ↘81       | Красносельское     |
| 77 | Тюлькино-Пушкари   | деревня | ↘38       | Чеканское          |
| 78 | Ува                | посёлок | ↘19 057   | Увинское           |
| 79 | Ува-Тукля          | село    | ↘848      | Ува-Туклинское     |
| 80 | Удмуртский Лоллез  | деревня | ↗22       | Петропавловское    |
| 81 | Удмуртский Тыловай | деревня | ↗1        | Чеканское          |
| 82 | Удугучин           | село    | ↘1007     | Удугучинское       |
| 83 | Узей-Тукля         | деревня | ↗747      | Поршур-Туклинское  |
| 84 | Урдогурт           | деревня | →28       | Чистостемское      |
| 85 | Чабишур            | деревня | →60       | Увинское           |
| 86 | Чекан              | село    | ↘481      | Чеканское          |
| 87 | Чемошур            | деревня | →81       | Сям-Можгинское     |
| 88 | Чистостем          | деревня | ↘344      | Чистостемское      |
| 89 | Эрестем            | деревня | ↘2        | Чеканское          |

### Упразднённые населённые пункты
- 2004 год — деревни Березгурт-Сям, Удмуртский Пескашур, Каменное, Чужьем, Логошур; починок Нагорное; поселок Башмур-Ува[35].
- 2015 год — посёлок Ува и деревня Удмуртская Тукля объединены в единый населённый пункт — посёлок Ува.

## Местное самоуправление
Государственная власть в районе осуществляется на основании Устава, структуру органов местного самоуправления муниципального района составляют:
1. Районный Совет депутатов — представительный орган местного самоуправления, в составе 33 депутата, избирается каждые 5 лет.
2. Глава муниципального образования — высшее должностное лицо района, избирается Советом из своего состава. Должность Главы района занимает Головин Владимир Анатольевич.
3. Администрация муниципального образования — исполнительно-распорядительный орган муниципального района. Глава Администрации района назначается на должность Советом по результатам конкурса. Иван Иванов

Символика района
Согласно уставу: «…Официальными символами муниципального образования „Увинский район“ являются герб и флаг, отражающие исторические, культурные, национальные и иные местные традиции и особенности…», но утверждённых герба и флага район не имеет.

## Социальная инфраструктура
Система образования района включает 29 школ, в том числе 20 средних, 19 детских садов и профессиональный колледж. К учреждениям дополнительного образования относятся: детская школа искусств, Увинский дом детского творчества, туристическая станция «Инвис», станция юных техников «Спутник», Увинская спортивная школа, Нылгинский дом детского творчества. Медицинскую помощь населению оказывают 3 больницы, 3 амбулатории и 40 фельдшерско-акушерских пунктов. Также в районе действуют 39 домов культуры и клубных учреждения, 23 библиотеки, детский дом, школа-интернат и историко-художественный музей.
Бальнеология
В 1978 году, при проведении целенаправленных поисков минеральных вод для курортных учреждений республики Удмуртия, было открыто уникальное месторождение лечебной и столовой воды, получившее своё название в честь ближайшего населённого пункта — посёлка Ува; соответственно вода из источника получила название «Увинская». Позже на источнике был построен бальнеологический санаторий «Ува».

## Экономика
Промышленность Увинского района представлена нефтедобывающими предприятиями.